# Solidobalanus fallax
Solidobalanus fallax is een zeepokkensoort uit de familie van de Archaeobalanidae. De wetenschappelijke naam van de soort is voor het eerst geldig gepubliceerd in 1927 door Broch.